# 宇佐山城
宇佐山城（うさやまじょう）は、滋賀県大津市南滋賀町にあった中世の日本の城（山城）。湖西周りで京都に向かうには避けては通れない位置にあった。

## 概要
標高336mの高さがある宇佐山にあり、琵琶湖まで約1kmの距離しかなく、山頂からは一望できる。大手道は全く残っていないが、かつては山麓から山頂までまっすぐの道が通じていたものと推定されている。現在山頂の本丸跡にはNHKと民間放送のアンテナ施設が、中腹には宇佐八幡宮、麓には近江神宮が建っている。
朝倉義景・浅井長政の南進に備えるべく、琵琶湖と北国街道の押さえを意図する織田信長に命じられた森可成によって、近江滋賀郡に築かれた。宇佐山城は、信長が安土城より以前に近江で最初に石垣による築城を行った貴重な城郭である。石垣の存在から宇佐山城は単なる陣城ではなく、恒久性を志向したものと考えられている。

## 沿革
この城の文献上の初見は永禄13年（元亀元年、1570年）3月20日の多聞院日記で、
| 「          | 内々三井寺、大津、松本可有見物之通ナルニ、今度今道北、ワラ坂南、此二道ヲトメテ、信長ノ内、森ノ山左衛門城用害、此フモト二新路ヲコシラヘ、是ヘ上下ヲトヲス、余ノ道ハ堅トヾムル故、三井寺へ通ル物ハ道ニテ剥取ト申間、乍思不参見、渡了、残多者也、新路ノ大ナル坂ヲ超ヘテ、山中ト云所ヲ通リ、白川ヘ出、東山ノ辺ヲ通ル | 」 |
| —多聞院日記 | |    |

とあり、この時多聞院英俊は、三井寺などを見学しようとしていたが、京都から大津に通じる二本の道が閉鎖されていた。森可成が新城を築き、その麓に進路を通しこの道に通行させようとした。しかし、まだこの道は工事中だったのか可成の家来によって阻止され、三井寺の参拝を中止し白川方面に出たとしている。この時代、築城の様子が記録されている史料は少ないが、多聞院日記はその時の重要な様子を示している。

### 宇佐山城の戦い

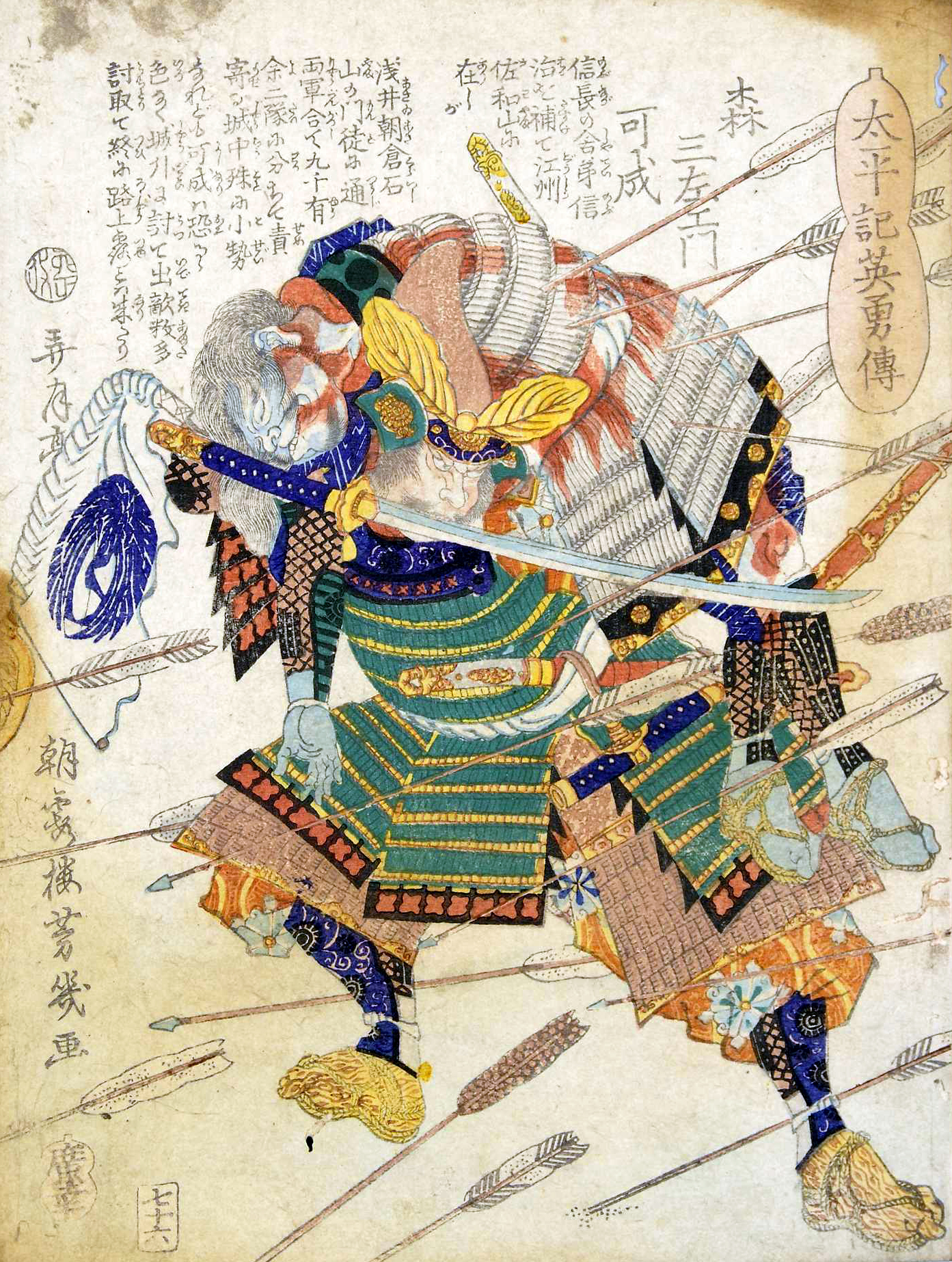
宇佐山城の戦いで織田信治を抱えて勇戦する森可成（落合芳幾作）

同年、摂津で勃発した野田・福島の戦いで織田軍主力が投入されている中、浅井・朝倉連合軍は信長の背後を突くべく行動を開始。城主・森可成は近江にいた野府城主・織田信治、青地茂綱らと共に交通の要所である坂本を先に占領して街道を封鎖して連合軍の進軍妨害を試みた。
浅井・朝倉連合軍は3万兵が坂本口に進軍、9月16日に森可成軍1千兵は宇佐山城を下り坂本の町はずれで合戦となる。緒戦では浅井・朝倉連合軍3万を相手に森軍1000は少々の首を取り勝利をおさめた。
しかし、9月19日に石山本願寺法主顕如の要請を受けた延暦寺の僧兵も連合軍に加わり、翌9月20日にさらに数の膨らんだ連合軍が再度侵攻を仕掛けた。森可成軍は先鋒の朝倉景鏡を押し返すなど健闘を見せるが、浅井対馬・玄蕃の2千が側面から攻撃を仕掛け、また朝倉中務、山崎吉家、阿波賀三郎の隊に加え浅井長政本隊もこれに加わったためついに崩壊した。可成、織田信治、青地茂綱の3人は討ち死にした。
連合軍は同日宇佐山城の攻城に取り掛かったが、城兵の抵抗にあい落城は免れた。代わりに大津の馬場、松本を放火し、翌21日は山科まで焼き払った。22日には摂津の信長にも知らせが届き、近江の情勢を知った信長はこの浅井・朝倉連合軍との対決を優先。23日に摂津から織田軍主力を撤退させた。その間、宇佐山城は坂本で連合軍の攻撃を受けていたが可成の家老である各務元正らが城兵を指揮して抵抗。24日に信長が大津から坂本に兵を進め救援に現れるまでついに落城しなかった。24日の戦いで浅井・朝倉連合軍に死者1千名以上が出たという。この時信長は宇佐山城に入城したと思われ、翌25日追いつめられた浅井・朝倉連合軍は、壺笠山城や比叡山などに封じ込まれる格好となった。
その後、信長は延暦寺の僧を呼び寄せ、山門領の返還を条件に懐柔を試みるが、これを受け入れることは無かった。これが比叡山焼き討ちを起こす原因になったと『信長公記』に記されている。長期戦になるかと思われたが、同年12月14日浅井・朝倉連合軍と織田軍は和議を結ぶことになる。『戦国の大津』によると、
とあることから、「これは推定にしか過ぎないが、このとき信長は陣所の宇佐山城を焼き払い退陣したと考えられる」として、和議の条件として宇佐山城の破却があった可能性を示唆している。
しかし比叡山焼き討ち前には、明智光秀がこの城を拠点に土豪の懐柔策を進めており、湖西地区の重要な役割を果たしていた。比叡山焼き討ち時には、宇佐山城に信長が入城したようである。比叡山焼き討ちで武勲をあげた光秀は坂本の地を与えられ、坂本城を築いて移ったため宇佐山城は廃城となったのではないかと考えられている。

### 六角義賢の書状

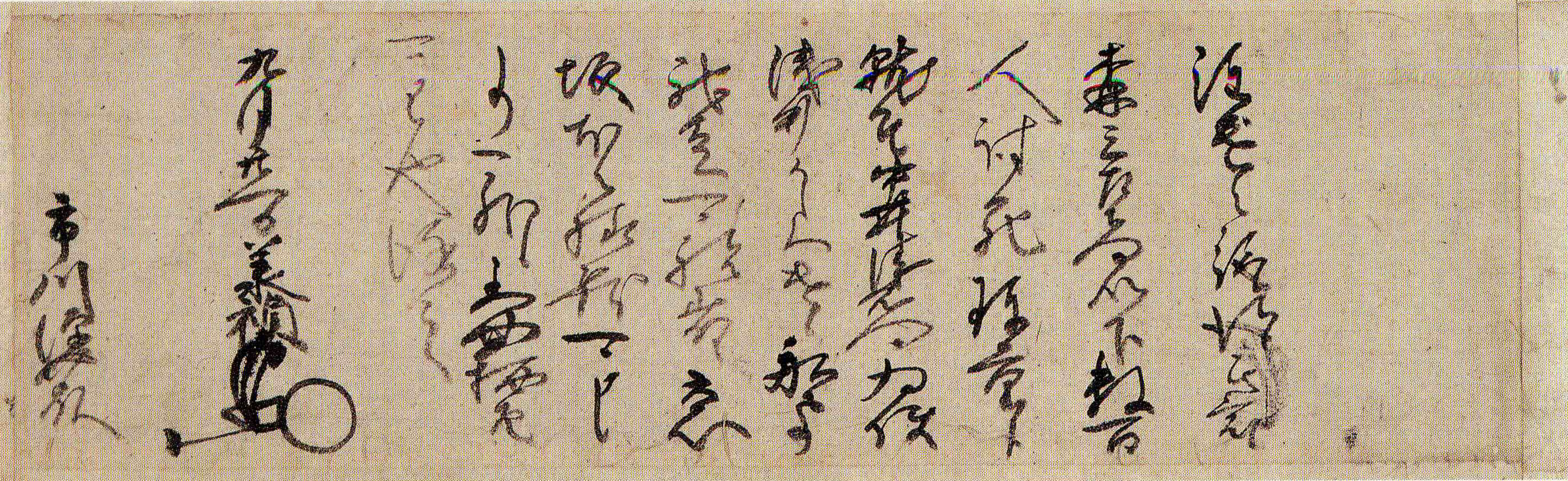
六角義賢の書状/個人蔵

上記書状は六角義賢の書状で、宇佐山城の戦いで森可成以下数百名を討ち取ったことを浅井方に知らせるために、地元の土豪市川吉澄が船を用意したことに対して礼を述べている。日付は9月21日森可成を討ちとった翌日で、2行目と3行目に「森三左衛門尉以下数百人討死」との記載が見られる。その後、六角義賢は浅井・朝倉連合軍と共に比叡山に立てこもることになるが、元亀元年（1570年）11月に浅井・朝倉連合軍の先頭を切って義賢と信長は和睦することになる。

## 城郭

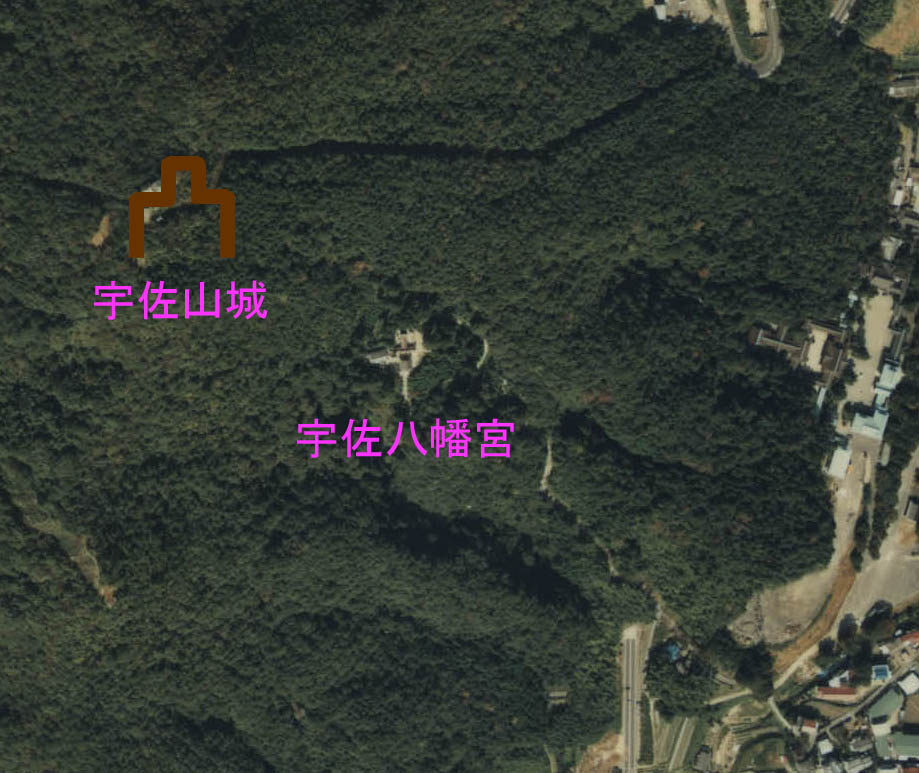
宇佐山城と周辺地域の空中写真/

本丸跡には現在NHKと民間放送のアンテナ施設が建っている。山頂の平坦地は南北に細長くやや「く」の字形の地形をとっている。また本丸の南側には、現在の山道とは違う城下につづく大手道があっと考えられ、本丸への虎口には櫓門があったと推定される、幅約4m、長さ約5mの石段が残っている。石段の両翼には櫓を構えたと推定される高みが確認でき、位置関係により単独の櫓台と考えられる。本丸は長さ30m、幅115mあり、北東部には石垣が比較的よく残っている。二の丸は本丸より3m低く、本丸の南に位置する。二の丸は南北2つから成り立っており、北側は南北13m×東西15m、南側は南北16m×東西9mの平坦部から構成されている。また二の丸には東西6.5m×南北3.4m×深さ1mの貯水槽が本丸櫓台下に確認できる。二の丸西側には約18mの石垣が残っている。三の丸は山頂の最北部にあり、約25mのほぼ方形の平坦地があり、東側斜面に石垣がある。本丸から三の丸までは広い城域があるとはいえず、森可成以下、複数の城将、城兵が駐屯していたとなると狭いと考えられている。

『図説近畿中世城郭事典』では、「この城は、主郭全体に建物が建て込む縄張りであったかもしれない」としており、曲輪の内部に建物があったのではなく、曲輪の端まで建物があった可能性を示唆している。また三の丸の北側に、櫓台と帯曲輪からなる小さな曲輪群があり、この曲輪群が『信長公記』に記されている「端城」と考えられている。宇佐山城は、放送施設建設に伴う発掘調査が1968年（昭和43年）と1971年（昭和46年）の2回実施され、本丸から「瓦」が出土している。

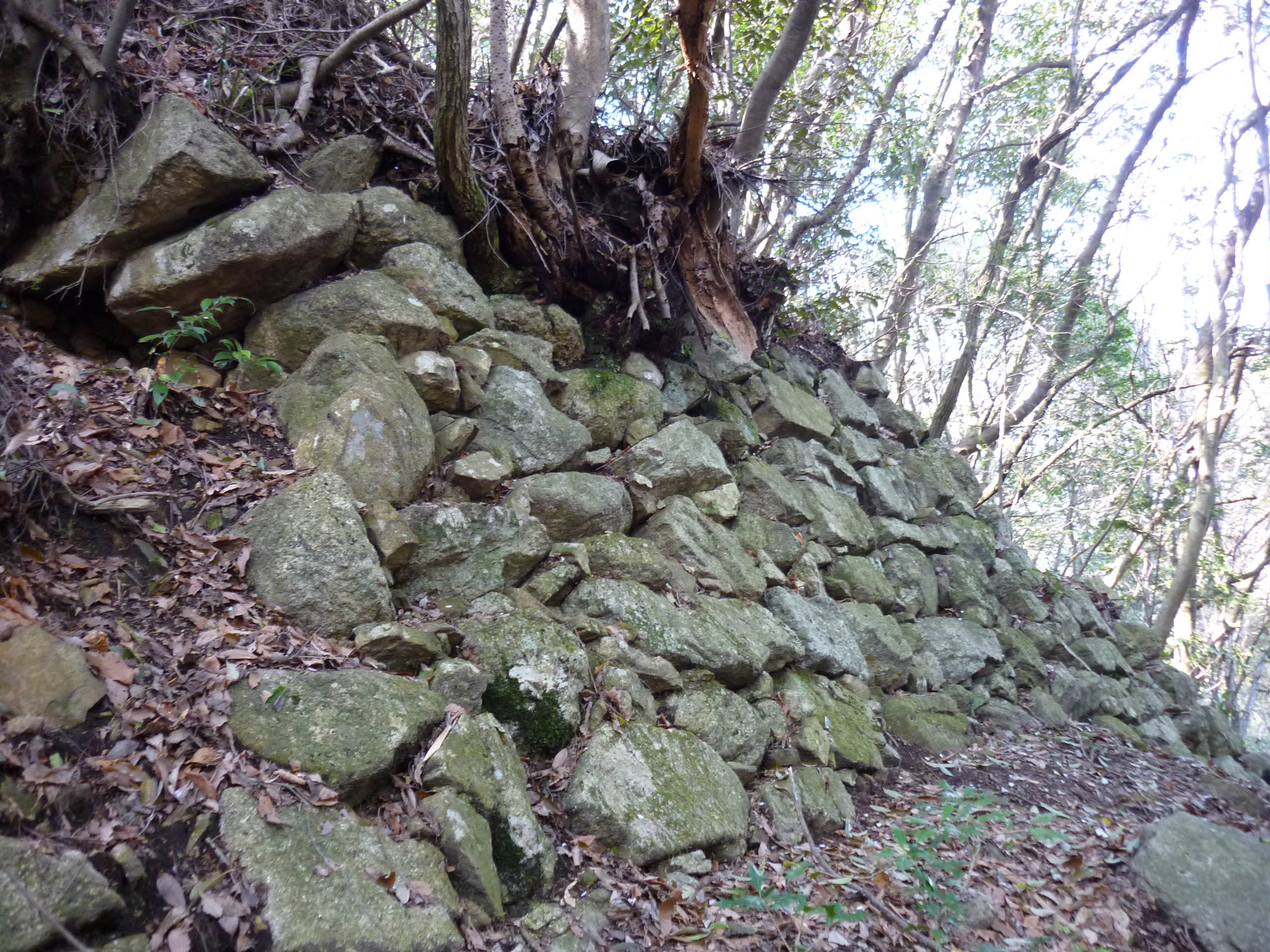
石垣

|  |  |  |

|  |  |

### 石垣
現在確認できる石垣は一部であるが、築城当時はかなりの石垣が用いられていたと考えられている。築城当初は街道監視が主目的であった城に、なぜかなりの石垣が用いられたのか。これは石垣が防御目的だけにとどまらず、特に東側の斜面に多く認められることから、琵琶湖からの見た時の視覚的効果もあると考えられている。『戦国の堅城II』によると「石垣を造ることができる技術者を支配することが可能なほど織田家の権力は強力だというデモンストレーションなのである」とし、織田信長の権力の強大さのアピールとして積極的に石垣を用いたのではないかと解説している。

## 城跡へのアクセス
- 電車でのアクセス 

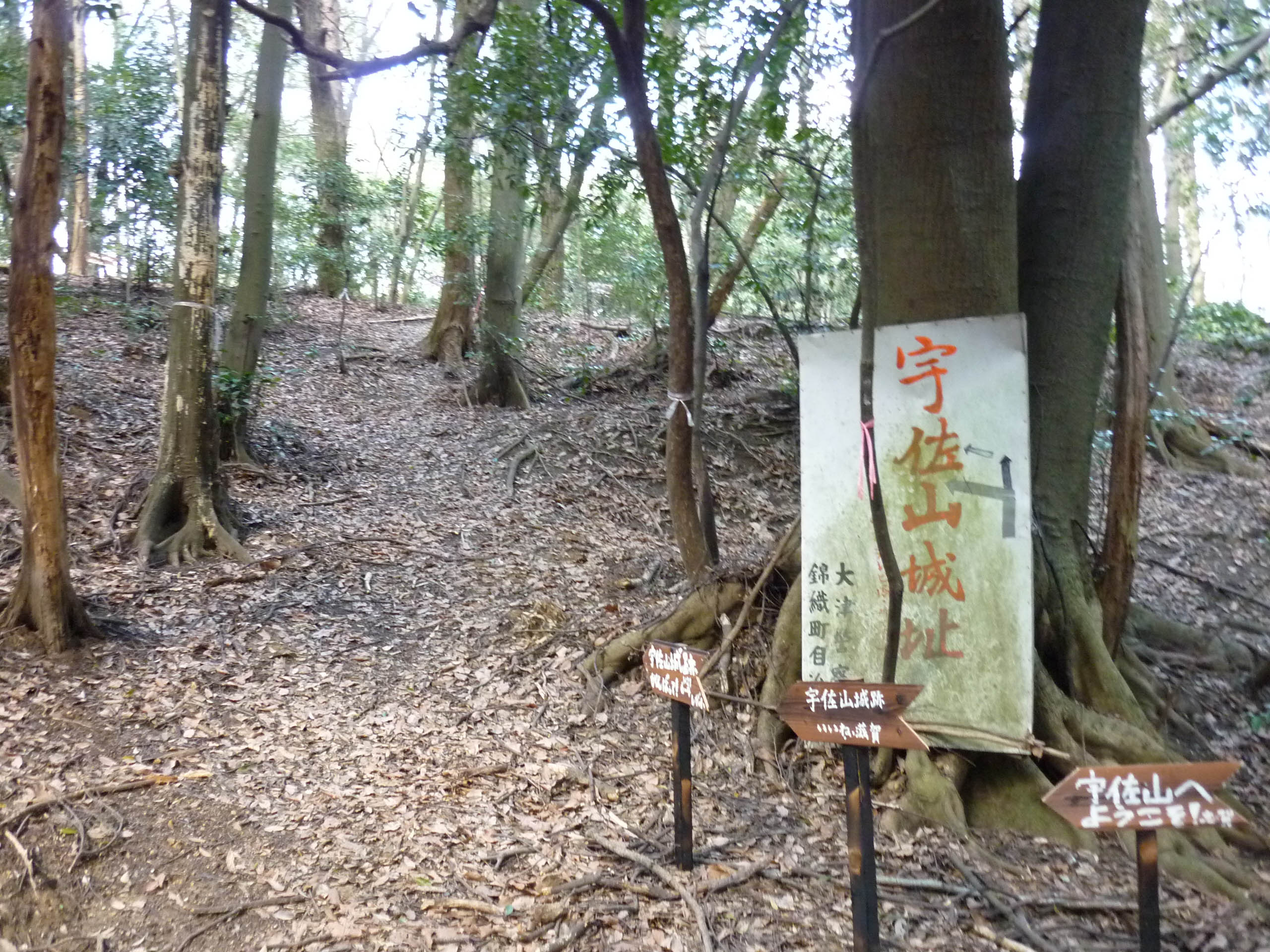
宇佐山城への参道入り口

  - 近江神宮前駅（京阪石山坂本線）徒歩 約30分
- 車でのアクセス 
  - 琵琶湖西縦貫道路　南志賀ランプ　→　滋賀県道30号　→　滋賀県道47号
  - 周辺に駐車場無し